# Oleg Tinkov
Oleg Tinkov (Polysáievo, Óblast de Kémerovo, Rusia, 25 de diciembre de 1967) es un empresario ruso que logró éxito y fama creando cervezas exclusivas para jóvenes profesionales en Rusia. En 2005, vendió el negocio de la cervecería en 167 millones de euros a InBev de Bélgica, emergiendo como uno de los "mayores éxitos" de Rusia.

## Vida

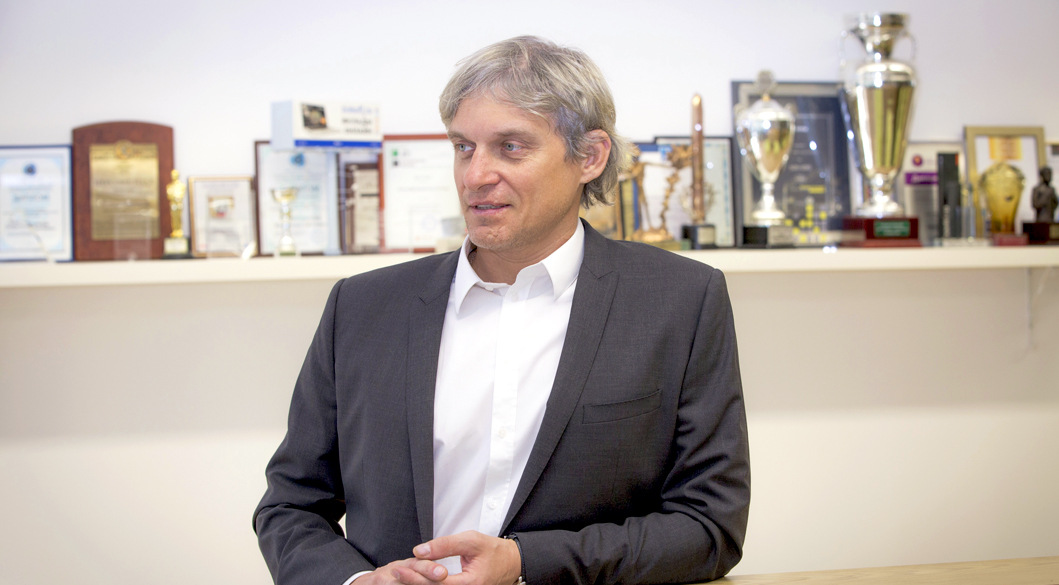
Oleg Tinkov empresario en la actualidad

Hijo de un minero de Siberia. Tinkov creció en la ciudad de Léninsk-Kuznetski al este de Rusia. Le gustaba montar en su bicicleta de carreras, mientras siguió el estudio de la minería en un instituto en San Petersburgo. En la era de la glásnost, en la década de los 80, dejó los estudios y creó un negocio llamado Technoshock para la importación de tecnología; en 1997, decide venderlo y, con los ingresos que obtiene, crea una nueva empresa centrada en la alimentación. Finalmente, se introdujo en el negocio de la cerveza gracias a una fábrica de cerveza llamada Tinkoff fábrica de cerveza. Se utilizó la versión acabada en -ff de su apellido y afirmó tener enlaces con la familia imperial, para darle una imagen más elegante.
Tinkoff fábrica de cerveza creció rápidamente en una era en la que la cerveza rusa era de muy mala calidad mediante la introducción de estándares internacionales y con un marketing agresivo, las Cervecerías Tinkoff crecieron rápidamente. Uno de sus anuncios mostraba un encuentro entre lesbianas y se dijo que era "demasiado caliente para la TV". Al respecto, Tinkov dijo: "las personas que se escandalizan por esto son estúpidas y de mente estrecha." Pasados cinco años, estando el consumo de cerveza de Rusia en pleno auge, la empresa estaba vendiendo 20 millones de litros de cerveza.
Después de la venta de la fábrica de cerveza, en 2007, formó Tinkoff Credit Sistemas (ahora Tinkoff Bank), que fue una entidad pionera en electrónica e Internet con comercialización en Rusia y pasó a convertirse rápidamente en una de las compañías de tarjetas de crédito más grandes de este país, actualmente conocido como Tinkoff Bank. Este banco es visto como un "lightfooted" o compañía de servicios financieros que ofrecen las tarjetas de crédito ". A menudo, aparece él mismo en la publicidad de la empresa. 
Desde 2012, Tinkov ha estado tratando de vender su negocio de banca para posiblemente crear una línea aérea.

## Patrocinador del ciclismo profesional

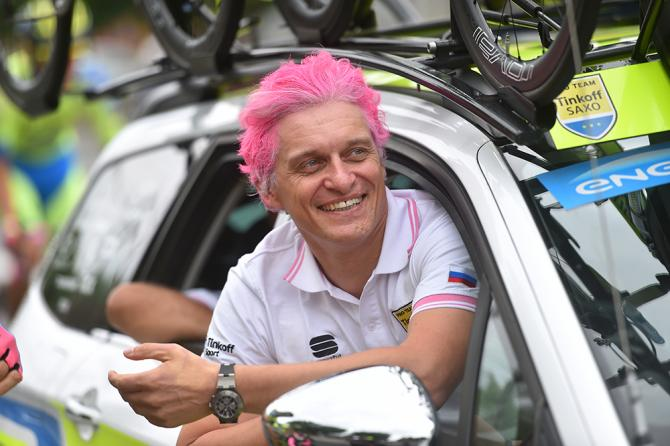
Oleg Tinkov en el coche de equipo

En 2006, Tinkov patrocinó un equipo ciclista ruso bajo los nombres de restaurantes Tinkoff, más tarde rebautizada como Tinkoff Credit Systems. Participó en el Giro de Italia 2007 con un equipo muy joven. En los últimos años, ha sido el principal patrocinador para el equipo de Bjarne Riis Saxo-Tinkoff, que tiene varios ciclistas líderes como Alberto Contador, Peter Sagan y Rafał Majka.
Después del Tour de Francia 2013, Oleg Tinkov anunció que ponía fin a su patrocinio del equipo Tinkoff-Saxo en favor de la reactivación de Tinkoff Credit Systems a partir de enero de 2014, con un compromiso de cinco años. Sin embargo, a finales de 2013, Tinkov compró el equipo Saxo-Tinkoff de seis millones de euros, y anunció que Bjarne Riis se quedaría como gerente en virtud de un contrato de tres años.
A finales de 2015, anunció que al acabar la temporada en 2016 dejaría de patrocinar a este equipo ciclista debido a razones económicas y sus diferencias con la UCI y ASO.

## Cronología de sus empresas y negocios
| Empresas Oleg Tinkov y años           |                          |
| ------------------------------------- | ------------------------ |
| Technoshock                           | Años 80 hasta 1997       |
| Tinkoff Fábrica de cerveza            | 1997 hasta 2007          |
| Tinkoff Credit Systems                | 2007 hasta la actualidad |
| Director equipo ciclista Tinkoff Saxo | 2012 hasta 2016          |